# Fergus (fleuve)
Pour les articles homonymes, voir Fergus.
La Fergus  est un fleuve de l'ouest de l'Irlande qui s'écoule au travers du Comté de Clare.

## Géographie
Elle prend sa source dans le Burren, s'écoule vers le sud en traversant la ville d'Ennis et le village de Clarecastle, et rejoint l'estuaire du Shannon à Newmarket-on-Fergus. Ses eaux sont riches en calcaire.
Avec ses affluents, elle constitue un réseau  reliant une vingtaine de lacs, et est connue pour la pêche du saumon et de la truite.
L'aéroport de Shannon est installé près de son embouchure.